# Ballophilus foresti
Ballophilus foresti är en mångfotingart som beskrevs av Demange 1963. Ballophilus foresti ingår i släktet Ballophilus och familjen Ballophilidae.
Artens utbredningsområde är:
- Benin.
- Elfenbenskusten.

Inga underarter finns listade i Catalogue of Life.